# Johann Ludwig Krebs
Johann Ludwig Krebs (pokřtěn 12. října 1713 Buttelstedt - 1. ledna 1780 Altenburg) byl německý hudební skladatel a varhaník.

## Život
Johann Ludwig Krebs se narodil pravděpodobně mezi 10.–12. říjnem 1713 v Buttelstedtu u Výmaru. Jeho křest proběhl 12. října. Byl jedním ze tří synů varhaníka a skladatele Johanna Tobiase Krebse. První hudební vzdělání dostal pravděpodobně od svého otce, který byl od roku 1710 kantorem a varhaníkem v Buttelstedtu. Po smrti matky se Johann Ludwig přestěhoval se svým otcem do Buttstädtu, kde otec přijal místo varhaníka.
V červenci 1726 se Johann Ludwig stal žákem na Thomasschule v Lipsku, kde byl devět let žákem a kopistou Johanna Sebastiana Bacha, tehdejšího kantora.
Různé zdroje dokumentují zvláštní postavení, které Krebs zaujímal v okruhu Bachových žáků. V Lipsku se Krebs naučil hrát také na loutnu, cembalo a housle, jak je patrné z vysvědčení, které Bach svému žákovi předal 24. srpna 1735. Krebs se pod vedením Bacha podílel také na sborové práci a v Collegium Musicum. Po studiích na Thomasschule Krebs studoval dva roky filozofii na univerzitě v Lipsku. Zároveň na Bachovo doporučení učil hrát na klavír manželku spisovatele Johanna Christopha Gottscheda Luise Adelgund.
4. května 1737 se Krebs stal katedrálním varhaníkem v kostele Panny Marie ve Zwickau. V roce 1742 se Krebs ucházel o místo varhaníka v drážďanské Frauenkirche s nádhernými Silbermannovými varhanami, ale nabídku pak odmítl, pravděpodobně kvůli nízkému platu. O rok později se ucházel o místo zámeckého varhaníka v Zeitzu, které po konkurzu 2. ledna 1743 přijal. Tam měl ale k dispozici pouze poškozené varhany.
Již v roce 1744 durynský geograf a polyhistor Johann Gottfried Gregorii počítal Krebse, stejně jako Bacha a další Bachovy studenty, k nejlepším německým varhaníkům.
Po smrti Johanna Sebastiana Bacha v roce 1750 se Krebs neúspěšně ucházel o místo jeho nástupce jako kantora u sv. Tomáše. Neúspěšné byly také žádosti o místo varhaníka v kostele sv. Jana v Žitavě v roce 1753, který měl také Silbermannovy varhany, a znovu o místo tomášského kantora v roce 1755, po smrti Bachova nástupce Gottloba Harrera.
Dne 20. října 1756 se Krebs konečně stal varhaníkem na dvoře Fridricha III. v Altenburgu, kde hrál na varhanách T. H. G. Trosta, dokončených v roce 1739. Tuto funkci zastával až do své smrti na Nový rok 1780.
V roce 1740 se Johann Ludwig Krebs oženil s Johannou Sophie Nackeovou, nejstarší dcerou výběrčího daní Andrease Gottfrieda Nackeho. Spolu měli sedm dětí. Nejstarší syn, Johann Gottfried Krebs, se stal městským kantorem v Altenburgu roku 1771.

## Dílo

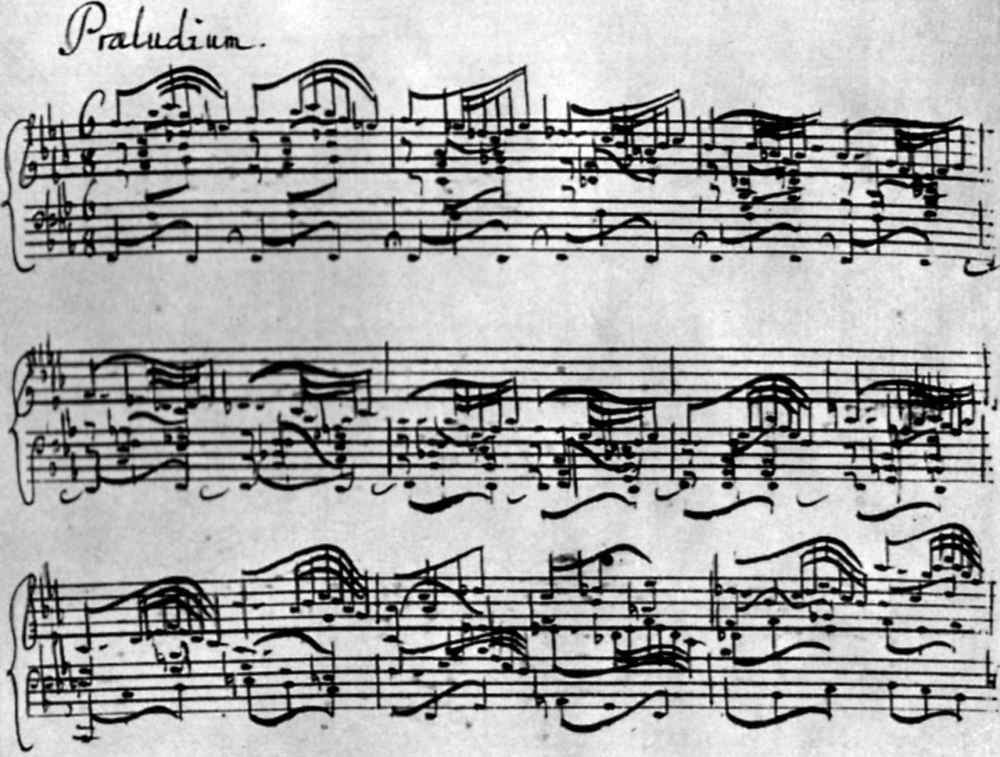
Začátek preludia f moll Krebs-WV 407 pro varhany

Dochovalo se asi 230 Krebsových skladeb, které byly počínaje 19. stoletím postupně znovu vydávány. Vědecký soupis díla (Krebs-WV) sestavený Felixem Friedrichem vyšel v roce 2009. Díla třídí podle žánru. Početně největší skupinou jsou varhanní skladby, které jsou dnes z Krebsova odkazu nejznámější.
| Krebs-WV 1XX | mše, kantáty, moteta a árie                   | 18 děl           |
| Krebs-WV 2XX | orchestrální díla                             | 5 děl            |
| Krebs-WV 3XX | komorní hudba                                 | 29 (nebo 30) děl |
| Krebs-WV 4XX | samostatná varhanní díla                      | 52 děl           |
| Krebs-WV 5XX | sborové varhanní práce                        | 57 děl           |
| Krebs-WV 6XX | skladby pro varhany a další nástroj           | 5 děl            |
| Krebs-WV 7XX | chorálově skladby pro varhany a další nástroj | 16 děl           |
| Krebs-WV 8XX | skladby pro další klávesové nástroje          | 49 děl           |
| Krebs-WV 9XX | sporná, ztracená nebo nepřístupná díla        | 11 děl           |